# TiCad
TiCad ist ein Unternehmen in Altenstadt (Hessen), das sich auf die Manufaktur von Golftrolleys aus Titan in Handarbeit spezialisiert hat. Die Trolleys der Manufaktur wurden mehrfach mit Designpreisen prämiert. Der Produktklassiker – der TiCad Star – wurde vom Landgericht Frankfurt am Main für seinen „überschreitenden, eigenschöpferischen geistigen Gehalt“ 2003 sogar als Werk der angewandten Kunst anerkannt. Das Unternehmen ist einer der marktführenden Hersteller von Elektro-Golftrolleys. Der Slogan der Manufaktur lautet „a perfect trolley“.

## Unternehmensgeschichte
Das Unternehmen TiCad entstand 1989, nachdem der Firmengründer den ersten, bekannten Trolley aus Titan entwickelt und gebaut hatte. Zwei Jahre später ging mit dem TiCad Star der erste Golftrolley aus Titan in Serie. Er wurde auf der ISPO 1991 vorgestellt und 2003 als „Produkt der Angewandten Kunst“ im Deutschen Museum in München ausgestellt.  Aufgrund seiner Faltbarkeit auf Sportwagen-Kofferraumformat erhielt er den Spitznamen „Büroklammer“. Die unverkennbare, klare Designsprache ist das charakteristische Merkmal der TiCad Golftrolleys. TiCad produziert seine neun Trolleymodelle ausschließlich an seinem Standort in Altenstadt.
Ein Generationswechsel auf Gesellschafterebene und in der Geschäftsleitung fand 2012/2013 statt, nachdem Björn Hillesheim Geschäftsführer und Eigentümer wurde.  Der studierte Maschinenbauer war zuvor Geschäftsführer bei der Hymer-Leichtmetallbau Gruppe und in leitenden Positionen bei YMOS AG und Wagon Automotive. 2013 firmierte die Manufaktur in TiCad um.
Ein Meilenstein in der Unternehmensgeschichte war 2016 die Aufnahme in das Luxusgüter-Netzwerk Meisterkreis Deutschland, in das TiCad als erster Golfsportartikel-Hersteller berufen wurde. Der Meisterkreis vertritt eine Kultur der Exzellenz, der Begeisterung und Leidenschaft für Perfektion in Deutschland.
Anfang 2017 hat TiCad den nächsten Schritt in seiner Produktentwicklung getan und den Offenbacher Lederwarenproduzenten RIK Lederwaren Richard Kräuter übernommen. Vorausgegangen war der Übernahme des langjährigen Geschäftspartners eine dreimonatige Übergangsphase, die offiziell zum 1. März 2017 als abgeschlossen erklärt wurde. Seitdem produziert TiCad sämtliche Lederarbeiten wie die Ledergriffe für die Trolleys in Eigenregie. TiCad arbeitete bereits seit der Firmengründung mit dem Unternehmen RIK Lederwaren zusammen, das 1931 in Heusenstamm von den Brüdern Peter und Richard Kräuter senior gegründet wurde.

## Erfindungen
TiCad ist der Erfinder der Deichselverbindung und des Schwenkgelenks für Golftrolleys. Mithilfe des Schwenkgelenks kann der Golftrolley in Sekundenschnelle auf- und abgebaut werden. Die Deichselverbindung ermöglicht das Einstellen auf jede Körpergröße. Darüber hinaus entwickelte die Manufaktur einen Akku für Elektro-Golftrolleys, der in Flugzeugen nicht mehr als Gefahrgut transportiert werden muss.